# Памятник Вячеславу Черноволу (Львов)
Памятник Вячеславу Черноволу (укр. Пам’ятник В’ячеславу Чорноволу)— монумент в честь украинского общественного и политического деятеля, основателя «Народного руха Украины» Вячеслава Черновола во Львове.
Памятник известному деятелю установлен 30 декабря 2002 года у здания львовского облсовета. В ходе мероприятия львовяне почтили память выдающегося украинского политика XX века, диссидента, первого демократически избранного в начале 90-х годов председателя Львовского областного совета Вячеслава Чорновила.

## История и описание монумента
Сразу после гибели Вячеслава Чорновила во Львове возникла идея увековечить его образ в бронзе, поэтому был объявлен конкурс на лучший проект памятника. Победил в нём творческий коллектив Ивана Самотоса, хотя местная пресса сразу же назвала этот проект, выполненный в стиле советского монументализма, не слишком удачным.
Авторы монумента: скульптор Иван Самотос и архитектор Василий Каменщик.
По задумке авторов скульптура бронзового Вячеслава Чорновила с поднятой правой рукой, призывает к борьбе с несправедливостью, коррупцией и произволом властей. А три пальца, гордо поднятые в гору олицетворяют символ Украины — трезубец.